# ديفيد بيري (رجل أعمال)
ديفيد بيري (بالإنجليزية: David Berry)‏ هو شخصية أعمال أسترالي، ولد في ديسمبر 1795، وتوفي في 23 سبتمبر 1889.